# Elliott Sharp
Elliott Sharp (Cleveland (Ohio), 1 maart 1951) is een Amerikaanse multi-instrumentalist en componist, die behoort tot het experimentele New Yorkse downtown-circuit.

## Biografie
Sharp kreeg pianolessen vanaf 6-jarige leeftijd en speelde klarinet in het schoolorkest vanaf 8-jarige leeftijd. Van 1969 tot 1971 studeerde hij aan Cornell University, vervolgens aan het Bard College (Bachelor of Arts, 1973) en aan de University of Buffalo (Master of Arts, 1977) natuurkunde, compositie, muziek etnologie en improvisatie o.a. bij Morton Feldman en Roswell Rudd. Bovendien trad Sharp, die in 1968 wisselde naar gitaar als het belangrijkste instrument, op met psychedelische bands, maar ook met avant-garde jazzbands en klassieke concertensembles. In 1978 verhuisde hij naar New York, waar hij met Bobby Previte, Charles Noyes en Guy Klucevsek speelde en het platenlabel zOaR music oprichtte. Er volgden projecten met Bill Laswell, Eugene Chadbourne, John Zorn, Anthony Coleman, Samm Bennett, Mike Watt en David Linton.
Hij formeerde zijn band Carbon in 1983 en speelde met Zeena Parkins, Eric Mingus, Vernon Reid, Joey Baron en David Torn. Hij heeft ook bijgedragen aan opnamen van Ned Rothenberg, Wayne Horvitz en Jim Staley. Sharp heeft zijn eigen instrumenten ontwikkeld en schreef energieke composities voor het Soldier String Quartet, het American Composers' Orchestra en het HR Symphony Orchestra, waardoor zijn neiging om muzikale processen algoritmisch te organiseren duidelijk wordt. Daarnaast componeerde hij ook theater-, ballet- en filmmuziek. De muziek van Sharp bevindt zich tussen de genres en kan niet worden gekenmerkt als rock, jazz of nieuwe muziek. 

## Privéleven
Sharp woont in Lower Manhattan met de ontwerpster en videoartieste Janene Higgins en de twee kinderen samen.

## Discografie
- 1979: Resonance
- 1980: Rhythms and Blues
- 1988: Looppool
- 1990: K!L!A!V!
- 1992: Westwerk
- 1993: Shamballa (Knitting Factory) met William Hooker en Thurston Moore
- 1995: Tectonics
- 1996: Sferics
- 1997: Tectonics – Field and Stream
- 1999: Tectonics – Errata
- 2004: Velocity of Hue
- 2005: Quadrature
- 2006: Sharp? Monk? Sharp! Monk!
- 2007: Solo Beijing
- 2008: Octal Book One
- 2008: Concert in Dachau
- 2010: Tectonics – Abstraction Distraction
- 2010: Octal Book Two
- 2013: The Yahoos Trilogy
- 2014: Octal Book Three
- 2017: Port Bou
- 2017: Chansons du Crépuscule met Hélène Breschand